# جیکوب کولیر
جیکوب کولیر ( ‎/ˈkɒliər/‎ ؛  نام تولد موریارتی؛ زاده ۲ اوت ۱۹۹۴ م) موسیقیدان بریتانیایی و تولید کننده موسیقی است. موسیقی او عناصری از بسیاری از ژانرهای موسیقی را در خود جای داده است و اغلب دارای جلوه های ویژه ی ریهارمونیزاسیون است . او همچنین به‌خاطر اجراهای زنده پرانرژی‌اش شناخته شده است، که در آن اغلب مخاطبان را برای خواندن هارمونی چند قسمتی یا سازهای کوبه‌ای هدایت می‌کند. 

## اوایل زندگی
کولیر در 2 اوت 1994 به دنیا آمد.  او در شمال لندن بزرگ شد. مادرش سوزان کولیر، نوازنده ویولن، رهبر ارکستر و استاد آکادمی جونیور آکادمی سلطنتی موسیقی است.  پدربزرگ مادری کولیر، درک کولیر ، ویولونیست بود که در آکادمی سلطنتی نیز تدریس می کرد و با ارکسترهای سراسر جهان اجرا داشت. کولیر می‌گوید: «ما به‌عنوان خانواده با هم آوازهای باخ را می‌خوانیم - این خیلی سرگرم‌کننده است».  کولیر تا حدودی از طریق مادربزرگ مادری خود، لیلا ونگ، چینی تبار است.  
کولیر در دبیرستان شهرستان میل هیل در شمال لندن و مدرسه پورسل برای نوازندگان جوان در بوشی ، هرتفوردشایر تحصیل کرد.  او برای مدت کوتاهی پیانو جاز را در آکادمی سلطنتی آموخت. 

## حرفه

### ویدیوهای اولیه
کولیر در سال 2011 شروع به آپلود محتوای تولید شده در خانه اش با اجرای چند ساز در یوتیوب کرد و تنظیم های آوازی " تخیل خالص " را از فیلم 1971 Willy Wonka and the Chocolate Factory منتشر کرد و در سال 2013، اجرای چند سازه ی "Don't You" اثر استیو واندر را آغاز کرد. فعالیت او توجه کوئینسی جونز را به خود جلب کرد،   کولیر به جشنواره جاز مونترو رفت و در آنجا یکدیگر را ملاقات کردند و سپس با هربی هنکاک ملاقات کرد. 

### 2015–2018:در اتاق من، تور جهانی
در اواخر سال 2015، کولیر پس از اجرای کنسرت با گروه بزرگ WDR در یک کنسرت در کلن آلمان، شروع به تهیه اولین آلبوم خود در اتاق من کرد.   او خودش آلبوم را تنظیم، ضبط و تولید کرد و همه سازها را  نواخت. او هشت آهنگ از یازده آهنگ را نوشت. او آلبوم را طی سه ماه  در اتاق موسیقی خانه خانوادگی خود ضبط و میکس کرد.
در فوریه 2016، کولیر در آلبوم Snarky Puppy ، Family Dinner – Volume 2 حضور داشت .  در 22 آگوست، کولیر در کنسرت ادای احترام کوئینسی جونز در بی‌بی‌سی پرومز در رویال آلبرت هال لندن شرکت کرد، که در آن تنظیم ارکسترال خود را از آهنگ خودش «In The Real Early Morning» را با گروه Metropole Orkest اجرا کرد.   
در دسامبر 2016، کولیر با 150 دانشجو در MIT همکاری کرد تا کنسرتی در 10 دسامبر در سالن کرسگ با عنوان "Imagination Off the Charts" اجرا کند، که در کنار تنظیم های ارکستری رپرتوار خود اجرا می کرد. 
در دسامبر 2017، کولیر اعلام کرد که اجرای نهایی One-Man-Show در 18 دسامبر 2017 در رم خواهد بود. او در مورد برنامه های آلبوم دوم صحبت کرد که قرار است در سال 2018 ضبط شود.

### 2018–اکنون:Djesse
در 29 اکتبر 2018، کولیر شروع یک پروژه موزیکال چهار جلدی و 50 آهنگی با عنوان Djesse را اعلام کرد . 
اولین تک آهنگ پروژه Djesse، "با عشق در قلب من"، در 2 نوامبر منتشر شد. دو تک آهنگ دیگر، "Ocean Wide، Canyon Deep" و "All Night Long" در اواخر نوامبر منتشر شد. Djesse Vol. 1 به طور کامل در 7 دسامبر منتشر شد.  این جلد شامل همکاری با Voces8 ، Laura Mvula ، Hamid El Kasri ، Take 6 و مادرش، سوزی کولیر است.  کولیر علاوه بر آواز خواندن و نواختن سازهای مختلف، موسیقی را تولید، تنظیم و ارکستراسیون کرد.
Djesse جلد ۱ و ۲هر کدام برنده جایزه گرمی در شصت و دومین دوره جوایز سالانه گرمی  شدند، برای "تمام شب  و "ماه رودخانه".  
در 29 نوامبر 2019، کولیر اولین تک آهنگ از Djesse Vol. 3 ، "Time Alone With You" با همکاری دانیل سزار .  این ویدیو در تاریخ 5 دسامبر در یوتیوب به نمایش درآمد.